# Modelwitz (Schkeuditz)

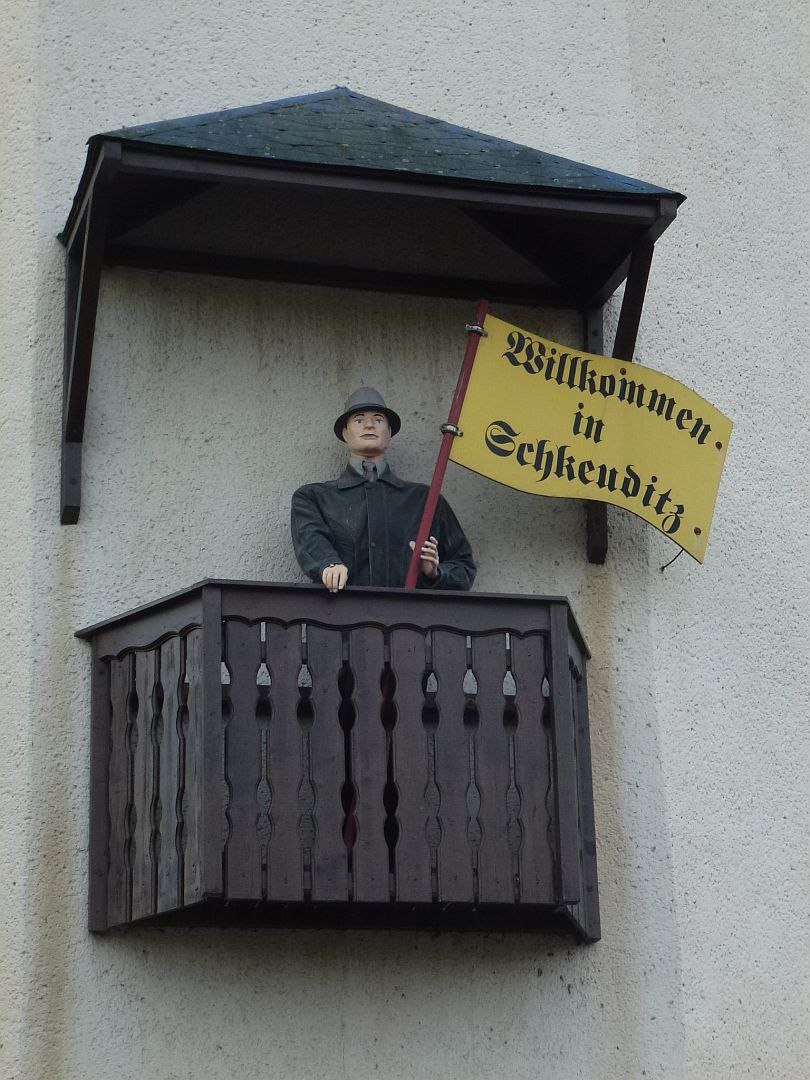
„Der blaue Mann“ am Ortseingang von Modelwitz

Modelwitz ist ein Ortsteil der Großen Kreisstadt Schkeuditz im Landkreis Nordsachsen nordwestlich von Leipzig gelegen im Nordwesten Sachsens.

## Geografie
Modelwitz liegt östlich des Schkeuditzer Zentrums, im Osten grenzt es an Lützschena-Stahmeln, einen Ortsteil von Leipzig. Die östliche Begrenzung in Form des Grenzgrabens, auch Lützschenaer Grenzgraben genannt, bildete früher die Grenze zwischen Sachsen und Preußen und ist heute die Stadtgrenze zwischen Leipzig und Schkeuditz. Des Weiteren liegt Modelwitz nördlich der Weißen Elster und des Leipziger Auwalds.

## Geschichte

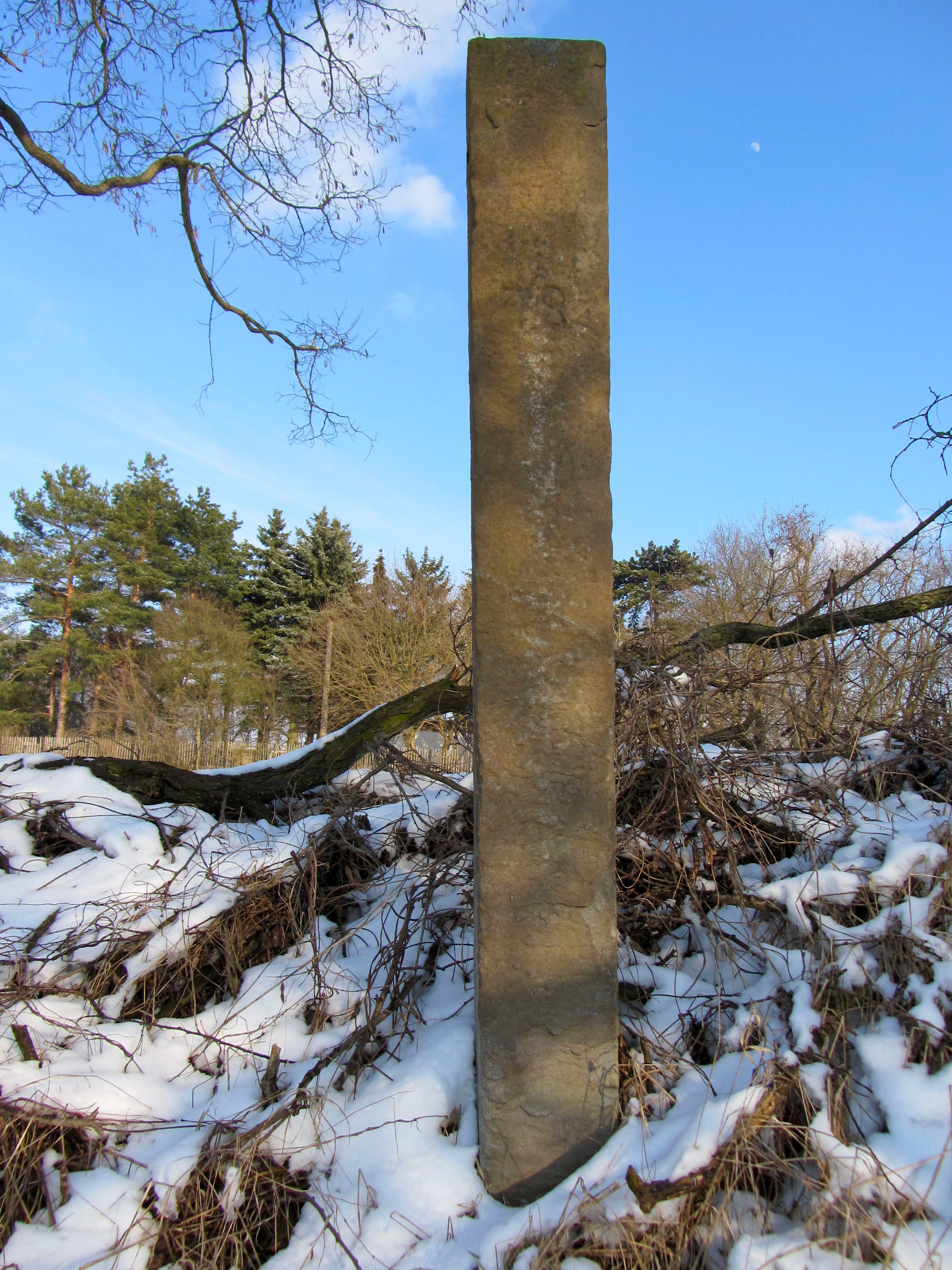
Grenzstein in Modelwitz

Erstmals erwähnt wurde Modelwitz 1181. Das Dorf bestand ursprünglich aus zwei Teilen, die Ober- und Untermodelwitz hießen. Im 18. Jahrhundert setzte sich die Bezeichnung Groß- und Kleinmodelwitz durch. Der Ort lag bis 1815 im hochstift-merseburgischen Amt Schkeuditz, das unter kursächsischer Oberhoheit stand.
Durch die Beschlüsse des Wiener Kongresses wurde Modelwitz mit dem Westteil des Amts Schkeuditz im Jahr 1815 an Preußen abgetreten. Damit gehörte Modelwitz jetzt verwaltungsmäßig zum  Kreis Merseburg im gleichnamigen Regierungsbezirk der preußischen Provinz Sachsen. Von der wechselvollen Geschichte zeugt noch der Name des Gasthofs zur Landesgrenze, durch dessen Gaststube die exakte Grenze zwischen Sachsen und Preußen verlief.
1929 wurde Modelwitz nach Schkeuditz eingemeindet, mit dem sie im Jahr 1952 zum Kreis Leipzig-Land im Bezirk Leipzig, 1994 zum Landkreis Leipziger Land, 1999 zum Landkreis Delitzsch und 2008 zum Landkreis Nordsachsen kam.

## Gebäude und Sehenswürdigkeiten

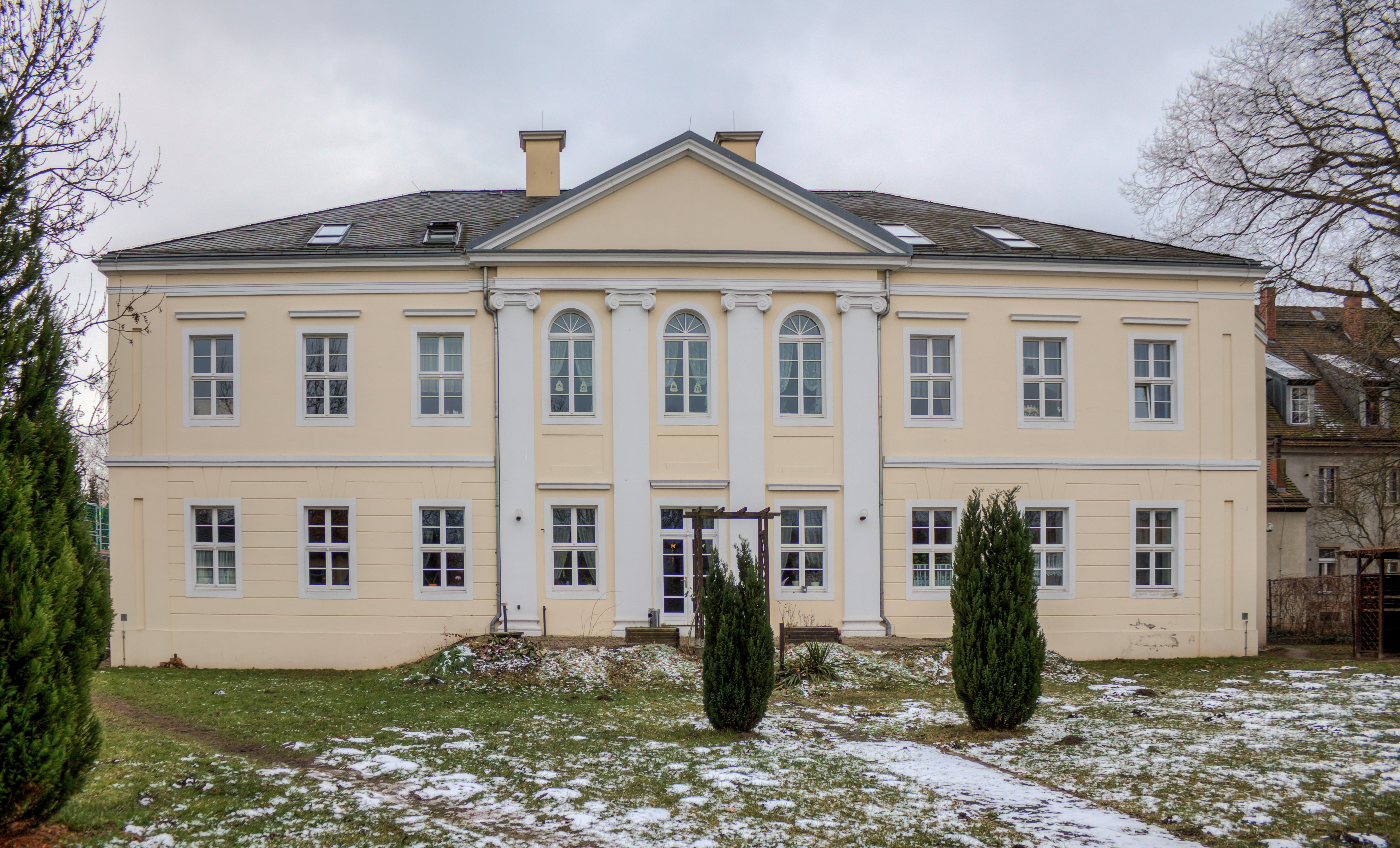
Herrenhaus in Modelwitz

Das unter Denkmalschutz stehende Herrenhaus in Modelwitz wird als sozialtherapeutische Wohnstätte genutzt.
Der Gasthof zur Landesgrenze wurde bereits im 16. Jahrhundert erwähnt.

## Infrastruktur
Modelwitz liegt rechts und links von der Äußeren Leipziger Straße, der ehemaligen B 6. Die Straßenbahnlinie 11 der LVB bedient den Ortsteil. Durch Modelwitz führen der Elster-Radweg und der Grüne Ring Leipzig (äußerer Ring).